# ウインドシア
ウインドシア (英: windshear)には、航空と気象の分野の定義があり、航空では飛行機が単位時間に受ける風ベクトルの変化量(m s−2)をいい、気象では2点間の風ベクトルの差を両地点の距離で除したもの(s−1)で、航空のウインドシアは飛行機の進行方向に沿う気象のウインドシアに飛行機の速度を乗じたものである。
風の急変する場所にあるとき、重量のあるジェット輸送機は、揚力を急変させるが、この現象は離着陸時で揚力と高度が低レベルにある状態、及び音速に近い高速で飛行している時に問題となり、ウインドシアが注目される。
飛行機は主として後方からのウインドシアによる対気速度減少分を補うために追い風に押される形で速力を加速させようとするが、この際ジェット輸送機は、その重量のため加速が追い付かず、さらに操縦のタイミング遅れも手伝って事故になることもあり、またウインドシアによる対気速度の減少量が飛行機の加速性能に勝れば無事に飛行を継続できない。

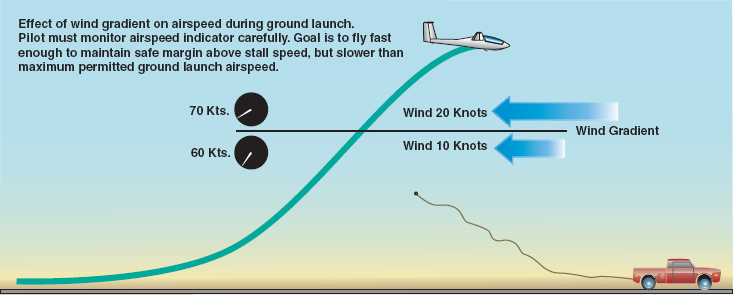
鉛直シア。風向差は僅か、風速差は10 m/sほど。

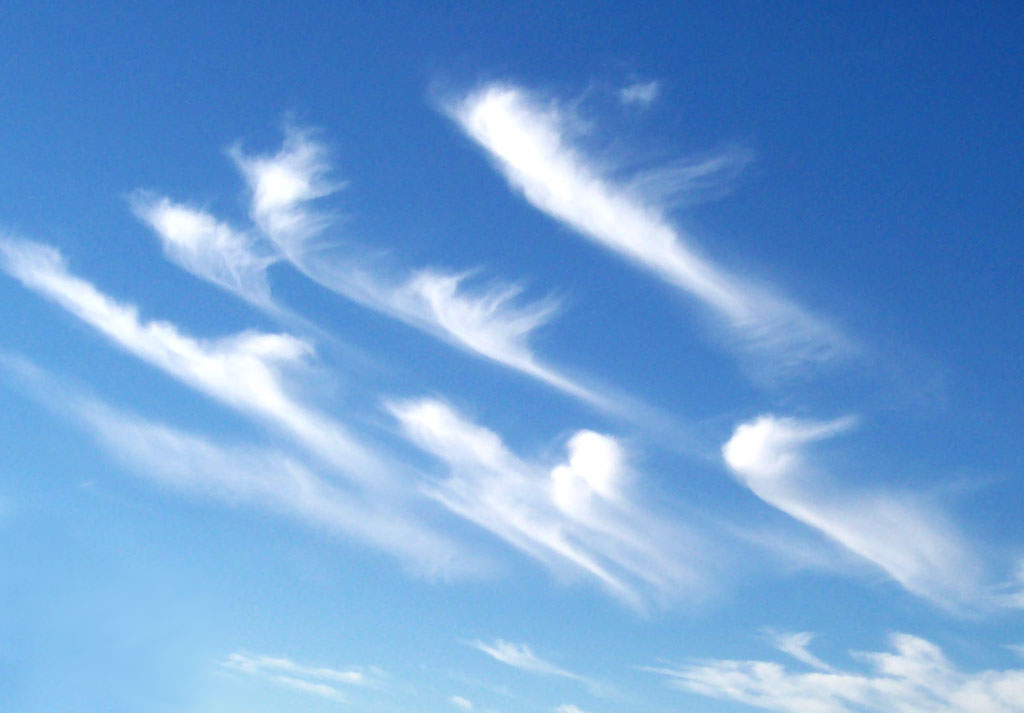
上空でウインドシアが起こっていることを示す鉤状雲。

## ウインドシアとは
「ウインドシア」というのは、風の名前ではなく、風の状態である。それも、ある地点における風の状態ではなく、移動中の物体などにおける観測上の風の状態である。
例えば、寒冷前線を飛行機が通過する場合を例にとる。南北方向に長い寒冷前線があり、飛行機はそこを西から東に突っ切る形で航行する。寒冷前線の西側では風速8 m/sの下降気流が吹き、東側では風速7 m/sの上昇気流が吹いている。ここで、西側で下降気流に押さえつけられていた航空機は、東進して寒冷前線を通過したと同時に上昇気流に押し上げられることになる。ここでの風速差は15 m/sとなる。
ウインドシアを構成する2つの風は、風向が正反対の場合もあれば、お互いに直角方向の場合もあり、方向関係は様々である。また、風向が異なるウインドシアもあれば、風向が同じウインドシアもある。ある地点を境に風速が急に変わるような場合である。
以上では水平方向に移動する物体に対してのウインドシア（水平シア）を取り上げたが、鉛直方向のウインドシア（鉛直シア）もある。地上から目で観察する場合は、鉛直シアの方が分かりやすい。例えば、空を流れる雲を見て、高度によって雲の流れる方向や速さが違えば、それはウインドシア（鉛直シア）だといえる。
精密にウインドシアを観測する場合、ラジオゾンデにより上空の風を観測したり、デュアルドップラーレーダー、LIDAR、SODARなどで地上から電波・光・音波等により観測したりする。

## ウインドシアの原因
ウインドシアは、風向の同異に関係なく、風速が大きい風が吹くことが不可欠となる。この原因は、強い上昇気流や下降気流を発生させる気象現象である。具体的には、前線、発達した低気圧（時に中心部）、積乱雲内外など主なものとして挙げられるが、晴天下でも起こる晴天乱気流(CAT)というものもあり、原因は多種多様である。
ダウンバーストの発生時にはほぼ例外なく、ウインドシアが発生する。
地表に近いほど、大気が摩擦の影響を受けるため、ウインドシアが起こりやすい。航空機に関しても、離着陸に関わる地表付近のウインドシア（下層ウインドシア）の観測は、重要性が高い。